# Lorenza Böttner
Lorenza Böttner, née Ernst Lorenz Böttner en 1959 à Punta Arenas et morte en 1994 à Munich, est une photographe, performeuse et activiste peignant de la bouche et du pied. Elle interroge la normalisation du corps et du genre.

## Biographie
Née au Chili dans une famille allemande, Lorenza Böttner est électrisée à l'âge de huit ans, alors qu'elle grimpe sur un pylône électrique. Elle est amputée des deux bras. Sa mère retourne en Allemagne s'installer à Lichtenau, en 1973 dans l'espoir d'une reconstruction plastique de sa fille. Lorenza refuse d'être appareillée. Elle apprend à peindre avec les pieds et la bouche. Elle étudie la peinture à l'école des Beaux-Arts de Cassel. Elle soutient un mémoire dans lequel elle interroge la place du handicap dans l'art et retrace l'histoire des peintres de la bouche et des pieds.
Elle décide alors d'adopter le prénom de Lorenza et de documenter sa transition avec sa pratique artistique. Elle réalise de nombreuses performances. Son corps transgenre devient une sculpture vivante s'inspirant de la Vénus de Milo.
Elle est membre du réseau des artistes handicapés, et milite pour la reconnaissance des artistes peignant de la bouche et du pied.
En 1988, Lorenza Böttner s'installe à Barcelone. Quatre ans plus tard, en 1992, elle incarne la mascotte Petra des Jeux paralympiques de Barcelone. Elle meurt en 1994 de complications liées au VIH.

## Expositions
En 2017, son travail est présenté à la documenta 14 à Cassel.
En 2019, Paul B. Preciado organise une rétrospective de son œuvre à Barcelone.

## Rétrospective
- Lorenza Böttner, Requiem for the norm, « La virreina », Centre d’image de Catalogne, 2019